# Liste des résolutions du Conseil de sécurité des Nations unies sur la Guinée-Bissau
Cet article dresse une liste des résolutions du Conseil de sécurité des Nations unies concernant la Guinée-Bissau.

## Guinée-Bissau
La Guinée-Bissau ou Guinée-Bissao, en forme longue la république de Guinée-Bissau ou la république de Guinée-Bissao, en portugais Guiné-Bissau et República da Guiné-Bissau
- Résolution 289 : plainte de la Guinée (adoptée le 23 novembre 1970).
- Résolution 290 : plainte de la Guinée (adoptée le 8 décembre 1970).
- Résolution 302 : plainte du Sénégal (adoptée le 24 novembre 1971).
- Résolution 312 : question relative aux territoires administrés par le Portugal (adoptée le 4 février 1972).
- Résolution 322 : question concernant la situation des territoires sous administration portugaise (22 novembre 1972).
- Résolution 356 : admission de la Guinée-Bissau aux Nations unies (adoptée le 12 août 1974 lors de la 1791e séance).
- Résolution 1216 : la situation la Guinée-Bissau.
- Résolution 1233 : la situation en Guinée-Bissau
- Résolution 1580 : la situation en Guinée-Bissau.
- Résolution 1876 : la situation en Guinée-Bissau.
- Résolution 1949 : la situation en Guinée-Bissau (adoptée le 23 novembre 2010).
- Résolution 2030 : la situation en Guinée-Bissau (adoptée le 21 décembre 2011).
- Résolution 2048 : la situation en Guinée-Bissau (adoptée le 18 mai 2012).
- Résolution 2092 : la situation en Guinée-Bissau (adoptée le 22 février 2013 lors de la 6924e séance).
- Résolution 2103 : la situation en Guinée-Bissau (adoptée le 22 mai 2013 lors de la 6968e séance).
- Résolution 2157 : la situation en Guinée-Bissau (adoptée le 29 août 2014 lors de la 7187e séance).
- Résolution 2186 : la situation en Guinée-Bissau (adoptée le 25 novembre 2014 lors de la 7321e séance).
- Résolution 2203 : la situation en Guinée-Bissau (adoptée le 18 février 2015).
- Résolution 2267 : la situation en Guinée-Bissau (adoptée le 26 février 2016).
- Résolution 2343 : la situation en Guinée-Bissau (adoptée le 23 février 2017)
- Résolution 2404 : la situation en Guinée-Bissau (adoptée le 28 février 2018)
- Résolution 2458 : la situation en Guinée-Bissau (adoptée le 28 février 2019)
- Résolution 2512 : la situation en Guinée-Bissau (adoptée le 28 février 2020)